# Dlouhý Luh
Dlouhý Luh (německy Langenau) je zaniklá vesnice ve vojenském újezdu Hradiště v okrese Karlovy Vary. Nacházela se v Doupovských horách asi šest kilometrů jihozápadně od Kadaně v nadmořské výšce 630 metrů. Na jejím okraji pramení Úhošťanský potok.

## Název
Název vesnice Luh je staročeským označením pro les, háj nebo lesní palouk. V historických pramenech se objevuje ve tvarech: Dluhy Luh (1541), Langenaw (1654), Langenau (1787 a 1846).

## Historie
První písemná zmínka o vesnici je z roku 1541. Podruhé je ves uvedena v urbáři panství hradu Egerberk z roku 1572. Podle něj v ní stála rychta a devět usedlostí, jejichž obyvatelé hospodařili na pozemcích s rozlohou 120 hektarů. Během stavovského povstání v letech 1618–1620 vesnice patřila nejspíše Štampachům ze Štampachu, ale v konfiskačních protokolech nebyla uvedena. Objevila se až v soupisu kláštereckého panství, které Kryštof Šimon Thun roku 1623 založil ze zabavených majetků. Podle berní ruly z roku 1654 v Dlouhém Luhu žilo šest sedláků, tři chalupníci a pět poddaných bez pozemků. Na kamenitých polích se v té době pěstovalo žito, ale hlavním zdrojem obživy obyvatel byl chov dobytka.
Johann Gottfried Sommer ve svém díle z roku 1846 zaznamenal v Dlouhém Luhu 22 domů se 115 obyvateli. Charakteristika vsi z roku 1863 uvádí kapli svatého Jana a svatého Pavla, devatenáct zemědělců a malý hospodářský dvůr příslušný ke kláštereckému zámku. Na polích se kromě žita pěstovaly také brambory, hrách, čočka a pícniny. Největší podíl zemědělské půdy stále tvořily louky.
Roku 1850 se vesnice stala obcí, ale při sčítání lidu v roce 1869 už patřila jako osada ke Zvoníčkovu, u kterého zůstala až do svého zániku. Ze služeb ve vsi byla v  roce 1914 jen hospoda a trafika. Dlouhý Luh zanikl vysídlením roku 1954 v důsledku zřízení vojenského újezdu. Jeho katastrální území, které v roce 1930 měřilo 264 hektarů, bylo rozděleno, přičemž část připadla k vojenskému prostoru a zbytek ke Zvoníčkovu.

## Přírodní poměry
Dlouhý Luh stával v katastrálním území Žďár u Hradiště v okrese Karlovy Vary, asi 2,5 kilometru jižně od Brodců u Kadaně. Nacházel se v nadmořské výšce okolo 640 metrů. Oblast leží v severovýchodní části Doupovských hor, konkrétně v jejich okrsku Jehličenská hornatina. Půdní pokryv v širším okolí tvoří kambizem eutrofní. Nedaleko zaniklé vesnice pramení Úhošťanský potok.
V rámci Quittovy klasifikace podnebí se Dlouhý Luh nacházel v chladné oblasti CH7, pro kterou jsou typické průměrné teploty −3 až −4 °C v lednu a 15–16 °C v červenci. Roční úhrn srážek dosahuje 850–1000 milimetrů, sníh zde leží 100–120 dní v roce. Mrazových dnů bývá 140–160, zatímco letních dnů jen 10–30.

## Obyvatelstvo
Při sčítání lidu v roce 1921 zde žilo 115 obyvatel (z toho 62 mužů), z nichž byli tři Čechoslováci a 112 Němců. Kromě jednoho žida patřili k římskokatolické církvi. Podle sčítání lidu z roku 1930 měla vesnice 120 obyvatel německé národnosti a římskokatolického vyznání.
|           | 1869 | 1880 | 1890 | 1900 | 1910 | 1921 | 1930 | 1950 |
| --------- | ---- | ---- | ---- | ---- | ---- | ---- | ---- | ---- |
| Obyvatelé | 149  | 114  | 123  | 132  | 122  | 115  | 120  | .    |
| Domy      | 22   | 26   | 26   | 26   | 25   | 24   | 23   | 17   |